# پارک شبه‌ملی نیچینان
پارک شبه‌ملی نیچینان (به لاتین: Nichinan Kaigan Quasi-National Park) یک منطقهٔ مسکونی در ژاپن است که در استان کاگوشیما واقع شده‌است.